# Lymexylon rufficole
Lymexylon rufficole is een keversoort uit de familie Lymexylidae. De wetenschappelijke naam van de soort is voor het eerst geldig gepubliceerd in 1949 door Kurosawa.